# Ровелло-Порро
Ровелло-Порро (італ. Rovello Porro) — муніципалітет в Італії, у регіоні Ломбардія, провінція Комо.
Ровелло-Порро розташоване на відстані близько 510 км на північний захід від Рима, 25 км на північний захід від Мілана, 19 км на південь від Комо.
Населення — 6210 осіб (2014).

## Демографія
Населення за роками:

Станом на 1 січня 2023 року в муніципалітеті офіційно проживали 632 іноземці з 46 країн, серед них 145 громадян країн Євросоюзу та 63 громадяни України.

## Сусідні муніципалітети
- Кольяте
- Джеренцано
- Ломаццо
- Мізінто
- Ровелласка
- Саронно
- Турате